# Teodelap
Teodelap (lub Theudelapius) – jeden z synów Faroalda I, pierwszego księcia Spoleto. Po śmierci Ariulfa w 601 lub 602, Teodelap i jego brat walczyli o tron i po wielkim zwycięstwie Teodelap został koronowany na księcia. Władał księstwem przez ponad pół stulecia aż do swej śmierci. Jego rządy przebiegały spokojnie i jawiły się jako w dużej mierze lub całkowicie niezależne od królewskiego zwierzchnictwa.
Jego następcą został Atto.